# Las Parejas

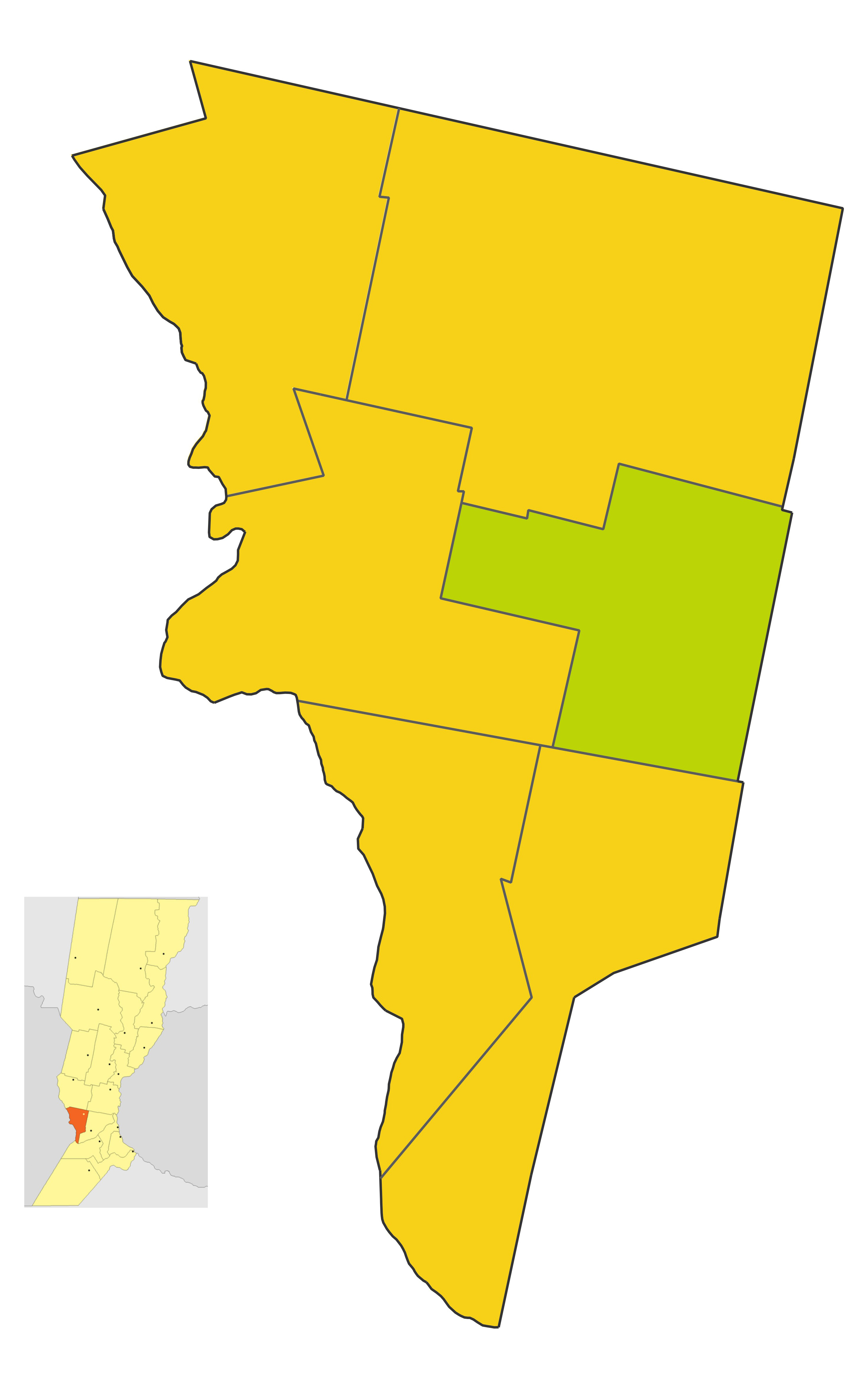
Área del municipio de Las Parejas en el departamento Belgrano.

Las Parejas es una ciudad del departamento Belgrano, provincia de Santa Fe, Argentina. Dista 98 km de  Rosario y 184 km de la capital de la provincia. La localidad se destaca por una gran actividad industrial relacionada con la producción de maquinaria agrícola.
La comuna fue creada el 6 de octubre de 1902 y fue declarada ciudad el 27 de junio de 1986.

## Población
Cuenta con 12 375 habitantes (Indec, 2010), lo que representa un incremento del 13% frente a los 10,971 habitantes (Indec, 2001) del censo anterior.
| Gráfica de evolución demográfica de Las Parejas entre 1980 y 2010 |
|                                                                   |
| Fuente: Censos nacionales del INDEC                               |

## Historia
En sus inicios, la comarca en la que nació la ciudad constituía una vasta planicie cubierta de pastos y pajonales. Tiempo después, durante el siglo XIX, se convirtió en la Posta de Parejas, es decir, un sitio que permitía que los viajantes se detuvieran para descansar y buscar provisiones.
A partir de la segunda mitad del siglo XIX, comienza la venta masiva de tierras fiscales por lo cual esta zona pasó sucesivamente por diferentes propietarios. Uno de los compradores fue el Sr. Tomás Armstrong, quien finalmente legó sus propiedades a sus hijas Isabel Armstrong de Elortondo y M. Dolores Armstrong de Dose, heredera a la que le correspondió la región donde está ubicada Las Parejas.
El pueblo se llamó inicialmente “Elisa” pero debido a que en el norte de Santa Fe existía otro sitio con el mismo nombre se lo cambió por “Las Parejas”, posiblemente debido a que cerca del pueblo había dos lagunas paralelas o parejas.
Los primeros habitantes de nuestra zona fueron netamente inmigrantes europeos, en su mayoría españoles e italianos, que vinieron a Argentina para poblar y trabajar las tierras. Algunos llegaron atraídos por las propagandas de las compañías colonizadoras, otros por causas económicas y sociales que se vivían en sus países de origen o por recomendación de familiares y amigos que ya habían migrado a nuestro país.  
El 23 de marzo de 1890 pasó por Colonia Elisa el primer tren de pasajeros y en abril del mismo año se habilitó la estación Elisa, hecho que contribuyó fuertemente al desarrollo del pueblo debido a que el ferrocarril fue el transporte por excelencia ya que permitió achicar las distancias, posibilitó el contacto con el mundo exterior y propició la salida de las producciones de lino, trigo y maíz a través de diferentes puertos. 
En sus inicios, los primeros habitantes dieron una identidad agrícola a esta zona pero tiempo después, los colonos más emprendedores comenzaron a instalar diferentes talleres e industrias que lograron desarrollar el potencial industrial de nuestra localidad. Así nacieron los primeros talleres y fábricas de nuestra ciudad, los cuales se transformarían posteriormente en fábricas de máquinas agrícolas, cambiando de forma rotunda la economía de Las Parejas.  
Esto llevó a que gracias a su gran crecimiento industrial el 28 de noviembre de 2012 se declarara a la ciudad Capital Nacional de la Pequeña y Mediana Empresa Agroindustrial, tras la sanción de la ley N.º 26.804.
Por no existir acta fundacional, inicialmente se tomó como fecha de origen de nuestro pueblo el 15 de abril de 1890. Sin embargo, tras una investigación realizada por la Comisión Asesora del Concejo municipal de Las Parejas, el 2 de septiembre de 2004 se promulgó la Ordenanza municipal N.º 948 que estableció el “20 de agosto de 1899 como fecha de origen de Las Parejas, coincidiendo con la realización del primer plano catastral de Pueblo Elisa, elaborado por los agrimensores Rojas y Tenac”.
Hacia el año 1900 se comenzó a edificar naciendo así el Pueblo Elisa. Años después, el 27 de junio de 1986, fue ascendida a la categoría de ciudad y actualmente cuenta con alrededor de 14.000 habitantes. 

### Parajes
- Centro
- Cívico
- Los Ucles
- Alborada
- Belgrano
- El Triángulo
- El Chaparral
- Unidos del Este
- El Sembrador
- Parque
- Malvinas Argentinas
- Heraldo Mansilla
- Altos del Boulevard
- Sol del Este
- Sueños del Oeste
- Raíces de Don Amadeo
- Tu Lote Propio
- Puerta de Sol
- Campiña Elisa

## Establecimientos Educativos y culturales
Las Parejas tiene varias instituciones educativas públicas y privadas.

### Privada
- Escuela Privada Particular Incorporada N.º 1374 "Dante Alighieri":nivel inicial en Sala de 3, 4 y 5 años de edad, nivel primario y secundario.

### Públicas
- Jardín de infantes nucleado N.º 123 Edgardo Blas Longo: salas de 3, 4 y 5 años.
- Jardín maternal La Hormiguita Laboriosa.
- Jardín maternal El Lobito de Sportivo.A.C
- Escuela especial N.º 2078 Alborada
- Escuela "Ovidio Lagos" N.º 648: nivel primario.
- Escuela "Fragata Libertad" N.º 6017: Escuela primaria y Comedor Escolar al que asisten alumnos de toda la localidad.
- Escuela "Bandera Argentina" N.º 1232: Nivel primario.
- Escuela de Enseñanza Media N.º 424: nivel secundario, Comercial, con modalidades Economía y Humanidades.
- Escuela Técnica N.º 290: nivel secundario con salida laboral. Posee un edificio recientemente inaugurado.
- Centro de Capacitación Laboral N.º 111: Cursos de Oficios en amplia gama de especialidades, con rápida inserción laboral.
- Centro de Educación Primaria para Adultos N.º 136
- la Universidad Nacional de Rosario|UNR]dicta Mecatrónica e Ingeniería Industrial, siendo la primera carrera de nivel terciario en Las Parejas.
- Biblioteca Popular José Hernández: fundada en 1976
- Casa de la Cultura Municipal
- Casa de la Historia y la Cultura del Bicentenario "Heraldo Bocha Mansilla"

## Entidades deportivas

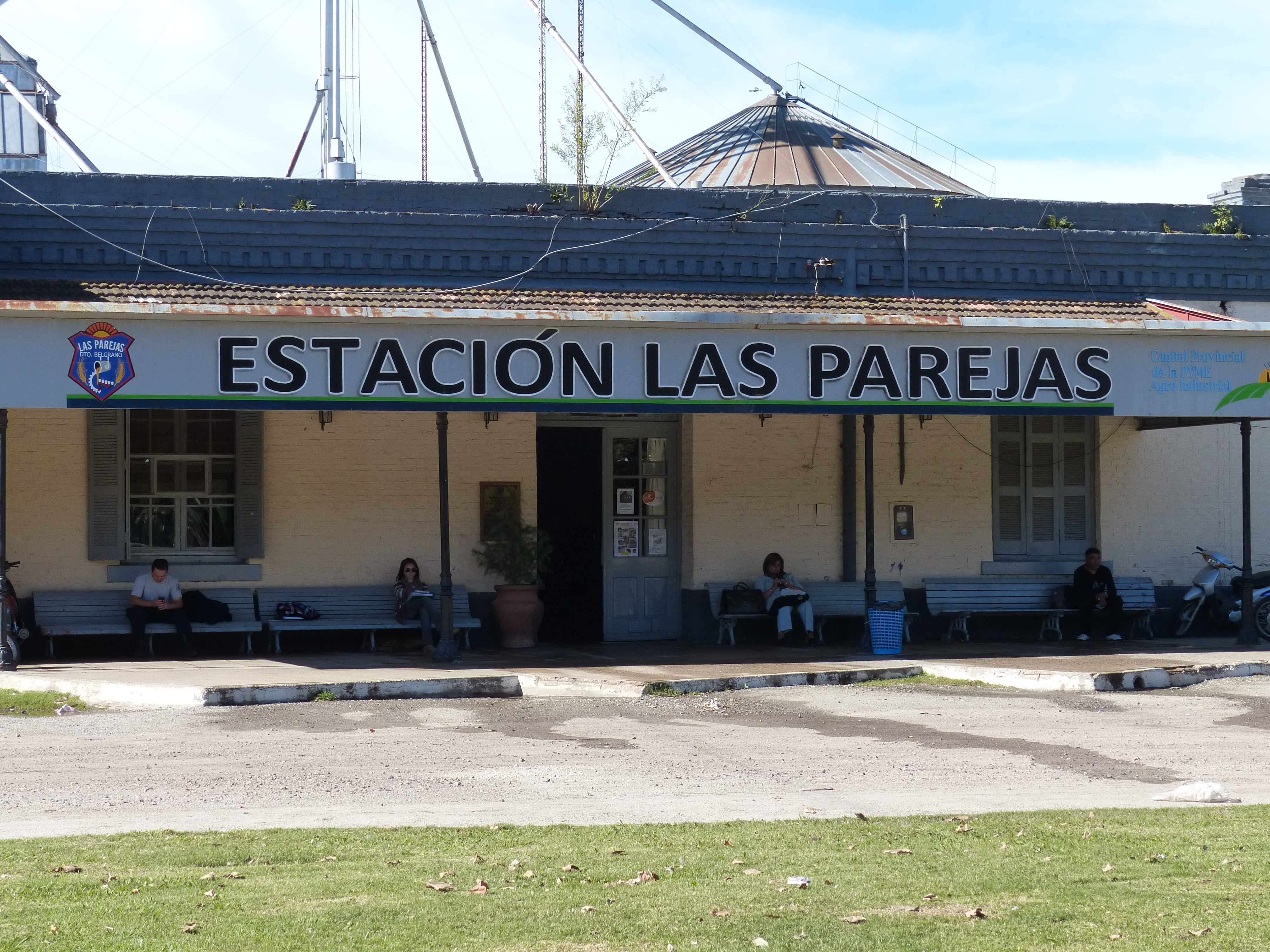
Estación terminal de ómnibus de Las Parejas.

- Club Social y Deportivo Lariviere.[2]
- Club Deportivo Tiro y Pesca.[3]
- Argentino Atlético Club.[4]
- Sportivo Atlético Club.[5]
- Autódromo Don Eduardo

## Medios de Comunicación
La localidad cuenta con numerosas estaciones de radio en frecuencia modulada.
- Contacto FM 100.9
- Radio Las Parejas 95.5
- FM Líder 89.9
- FM Sensación 103.5
- FM Soñada 106.7
- FM Vida 102.5
- FM Ciudad 94.1
- FM104.1 La Boing Las Parejas

## Personalidades de Las Parejas
- Ermindo Onega
- Daniel Onega
- Jorge Valdano
- Guido Falaschi
- Leandro Carducci
- Facundo Ardusso
- Mauricio Gallardo
- Héctor Cavallero
- Antonio Bonfatti
- Soledad Villarreal
- Diego Braghieri
- Federico Scaretti
- Rodrigo Rey (futbolista)

## Hermanamientos
- Mathi, Piamonte, Italia.